# Zapadnoeuropsko vrijeme
| svijetlo plavo  | Zapadnoeuropsko vrijeme (UTC; bez prelaska na ljetno vrijeme). |
| plavo           | Zapadnoeuropsko vrijeme (UTC; UTC+1 ljeti).                    |
| crveno          | Srednjoeuropsko vrijeme (UTC+1; UTC+2 ljeti).                  |
| žuto            | Kaliningradsko ljetno vrijeme (UTC+2)                          |
| tamno žuto      | Istočnoeuropsko vrijeme (UTC+2; UTC+3 ljeti).                  |
| svijetlo zeleno | Moskovsko ljetno vrijeme (UTC+3)                               |

Zapadnoeuropsko vrijeme (kraticom: ZEV, eng. WET) je vremenska zona koja obuhvaća zapadnu i sjeverozapadnu Europu i zapadnu Afriku.
Za vrijeme zime, zapadnoeuropsko vrijeme je dio UTC+0 vremenske zone, dok ljeti neke zemlje prelaze na zapadnoeuropsko ljetno vrijeme (UTC+1).

## Korištenje
Zemlje koje cijele godine koriste UTC+0, ili GMT:
- Burkina Faso
- Gambija
- Gana
- Gvineja
- Gvineja Bisau
- Island
- Liberija
- Mali
- Mauritanija
- Maroko
- Obala Bjelokosti
- Sveta Helena
- Sveti Toma i Princip
- Senegal
- Sijera Leone
- Togo

Zemlje koje preko ljeta prelaze na zapadnoeuropsko ljetno vrijeme (UTC+1):
- Grenland (sjevernoistočni dio ostrva)
- Kanari
- Republika Irska
- Portugal
- Ujedinjeno Kraljevstvo
- Farski otoci